# News Corporation
News Corporation was een beursgenoteerd Amerikaans mediaconglomeraat. In juni 2013 werd het bedrijf gesplitst in 21st Century Fox (audiovisueel) en News Corp (zonder punt, geschreven bladen). De multinationale onderneming is opgericht door Rupert Murdoch, die nog steeds een van de grootste aandeelhouders is (circa 30% van de aandelen). Murdoch fungeert nog steeds als bestuursvoorzitter van de raad van bestuur en CEO. Het hoofdkantoor is gevestigd in New York, Verenigde Staten.

## Geschiedenis
De naam News Corporation is afgeleid van de Australische krant News uit Adelaide. Toen Murdoch' vader, Sir Keith Murdoch, overleed was deze krant het belangrijkste deel uit de erfenis die Murdoch ontving. Het bedrijf werd pas in 1980 geregistreerd onder die naam. De meeste bezittingen van Rupert Murdoch werden destijds onder dit nieuw gevormde bedrijf gepositioneerd.
In de tweede helft van de jaren tachtig raakte het bedrijf in financiële problemen. Acquisities waren betaald met schulden en de advertentie-inkomsten stonden onder zware druk door de slechte economische omstandigheden. In 1990 werd het bedrijf failliet verklaard, maar gered door huisbankier Citibank. Citibank gelastte Murdoch om verschillende onderdelen te verkopen om de schulden van het bedrijf drastisch te verlagen. Enkele van de onderdelen die verkocht werden, waren de tijdschriften New York, Seventeen, Soap Opera Digest en Premiere. Al snel hierna herstelde News Corporation zich weer.

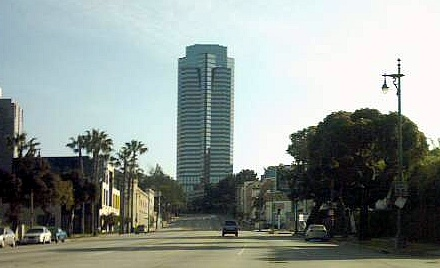
Hoofdkantoor van 20th Century Fox Film Corporation

De belangrijkste overname van News Corporation is de aankoop van TCF Holdings, het moederbedrijf van de filmstudio 20th Century Fox (TCF staat dan ook voor Twentieth Century Fox), in 1985. Deze overname zette de basis voor een van de belangrijkste pijlers waar het hele concern op rust. In 1986 kocht Murdoch het televisienetwerk van John Kluge, Metromedia, om datzelfde jaar nog het nieuwe televisienetwerk Fox Broadcasting Company over Metromedia heen te introduceren. Inmiddels maakt het Fox-netwerk en de filmstudio onderdeel uit van een collectie film en televisie gerelateerde bedrijven onder divisie Fox Entertainment Group. Deze divisie zorgde voor meer dan de helft van de omzet van News Corporation.

### Australische afkomst
Het mediaconglomeraat was oorspronkelijk een Australisch bedrijf, dat statutair gevestigd was in Adelaide, Australië. Echter, in 2004 werd het bedrijf, na een unanieme stemming van de aandeelhouders, een Amerikaans bedrijf. Deze omvorming werd voltooid op 12 november 2004. De statutaire vestiging ligt momenteel in de staat Delaware, het economische paradijs van de Verenigde Staten. Het hoofdkantoor ligt in New York, New York.
Murdoch heeft hiermee een strijd tegen Australische mededingingswetten gewonnen. Deze wetten beperken hem namelijk in het bezitten van zowel een grote krant als een televisiestation in dezelfde Australische stad. Murdoch heeft deze wetten altijd frustrerend gevonden; hij heeft ook jarenlang tevergeefs geprobeerd deze te laten veranderen. Nu hij en News Corp. geen Australische nationaliteit meer dragen, kan hij onder deze regels uitkomen.
Op 10 januari 2005 maakte News Corp. bekend dat ze alle aandelen van de Fox Entertainment Group zal kopen. Het mediaconglomeraat bezat tot dan toe 82,06% van de aandelen en 97,0% van het stemrecht. Voor elke aandeel Fox bood News 2,04 eigen aandelen aan. Hiermee werden de resterende aandelen van de Fox Entertainment Group gewaardeerd op $ 5,86 miljard. Op 21 maart 2005 werd de deal voltooid en werd FEG een interne divisie van het concern.

## Bedrijfsoverzicht

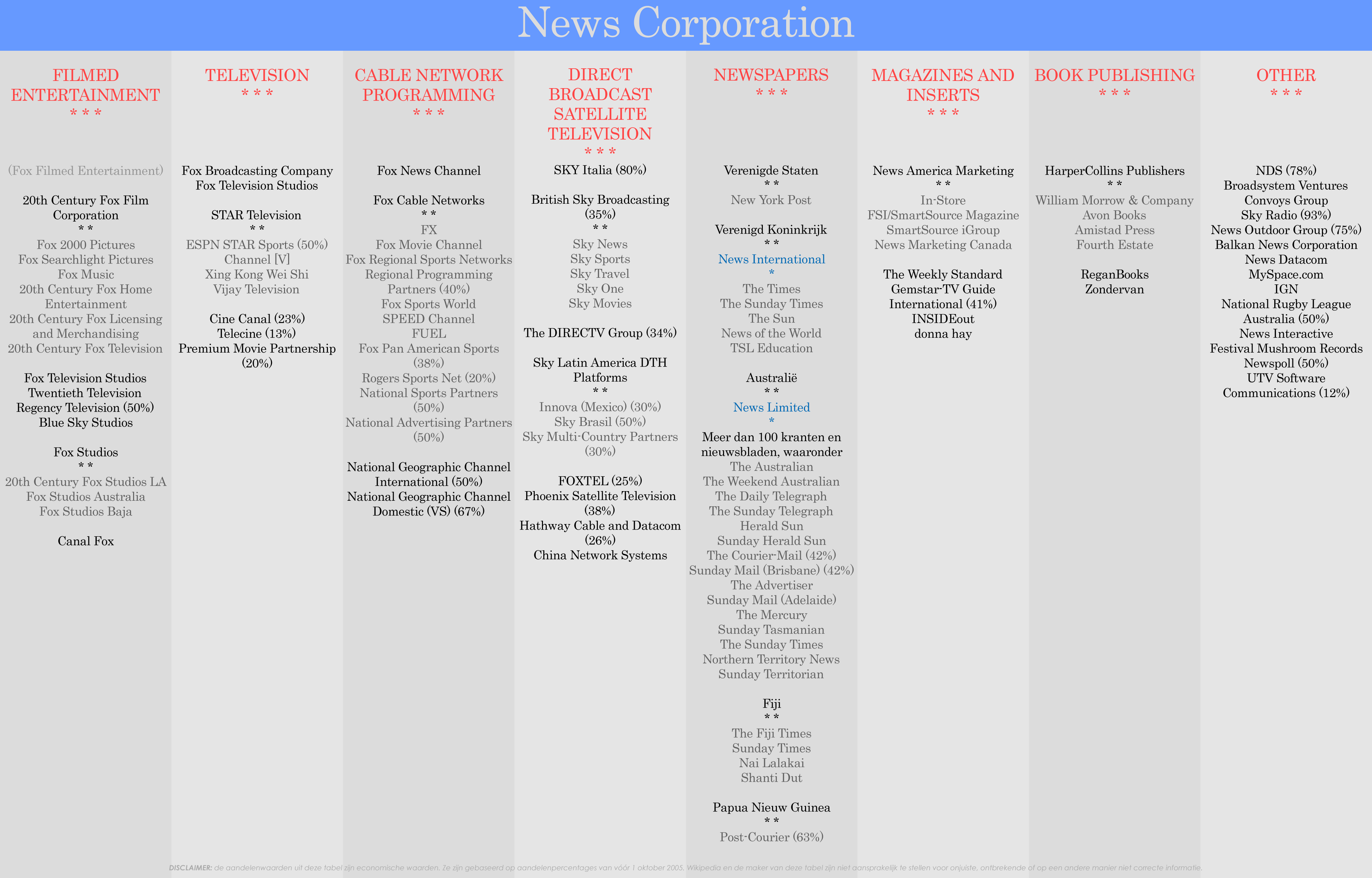
Organogram van het complete concern

In de vijf jaren van 2008 tot en met 2012 lag de jaaromzet van News Corporation ruim boven de 30 miljard dollar. Het bedrijf was in vier van de vijf jaren winstgevend, alleen het gebroken boekjaar 2009 werd met een fors verlies afgesloten. De gedrukte pers had een aandeel van ongeveer een kwart in de totale omzet, maar de bijdrage aan het nettoresultaat was lager.
News Corporation bezit vele wereldberoemde tijdschriften, kranten, televisiezenders en filmproductiebedrijven, waaronder: The Australian (Australië); The Sun (VK); The Times (VK); The New York Post (VS); 20th Century Fox; Fox Searchlight Pictures; Fox Entertainment Group; DIRECTV Group; en National Geographic Channel. News Corporation is tevens eigenaar van de populaire website MySpace en heeft een aandeel van 39% in British Sky Broadcasting. Zie ook de volledige lijst van bezittingen van News Corporation voor meer.
Het bedrijf is bekend om zijn conservatief rechtse en in het Verenigd Koninkrijk Eurosceptische berichtgeving. Ook neemt het bedrijf vaak een loopje met wetten aangaande monopolievorming.

### Opvolging
Rupert Murdochs heeft twee zoons, Lachlan en James. Beide zijn in de race om hun vader op te volgen. Lachlan werd in november 2003 (controversieel) gekozen als CEO van British Sky Broadcasting in het Verenigd Koninkrijk. Lachlan staat tevens bekend als een tikkeltje roekeloos. Zo was hij bestuurslid bij One.Tel, een Australisch telecombedrijf waarin zijn familie een groot belang had. Dit telecombedrijf ging echter dramatisch ten onder, waardoor de familie Murdoch flink wat geld heeft verloren. Ook wordt hij vaak persoonlijk aangevallen wegens zijn pogingen om Australische kranten en nieuwsbladen een Amerikaanser karakter te geven. Desondanks zit Lachlan, in tegenstelling tot zijn broer die ontslag nam van zijn functie als vicepresident van News Corporation in 2003, in de hoofddirectie van het mediaconcern als vice-COO. James is, naast zijn functie bij BSkyB, ook nog bestuursvoorzitter bij Star TV.
Op 29 juli 2005 kondigde Rupert Murdoch aan dat Lachlan, het bedrijf zal verlaten als vice-COO, effectief per 30 september 2005. Hij zal nog wel vertegenwoordigd blijven in de Raad van Commissarissen, maar hij zal na september richting Sydney vertrekken om daar te gaan wonen met zijn vrouw en zoontje. Het is nu dus weer onzeker wie Rupert Murdoch zal gaan opvolgen, als hij eenmaal besluit om af te treden.

## Splitsing
Medio 2013 vond de splitsing van News Corp. plaats, een jaar na de aankondiging. Onder de naam News Corp (zonder punt) gaat de gedrukte pers verder met publicaties zoals de Wall Street Journal, New York Post, Times of London en boekuitgever HarperCollins. De overige media activiteiten gaan verder als 21st Century Fox, met Fox News, Fox Sports 1 en de filmstudio Fox. News Corp is de kleinste van de twee met een jaaromzet van $ 8 miljard en zo’n 24.000 medewerkers. Rupert Murdoch blijft aan als bestuursvoorzitter bij 21st Century Fox, maar geeft de CEO functie bij News Corp over aan Robert Thomson.